# لوكاس موديستو
لوكاس موديستو (بالإسبانية: Lucas Modesto)‏ هو لاعب كرة قدم أرجنتيني في مركز الوسط، ولد في 9 نوفمبر 1996 في الأرجنتين. لعب مع أتلتيكو أتلانتا.

## وصلات خارجية
- لوكاس موديستو على موقع Soccerway.com (الإنجليزية)